# Mojocoya (gemeente)
Mojocoya is een gemeente (municipio) in de Boliviaanse provincie Jaime Zudáñez in het departement Chuquisaca. De gemeente telt naar schatting 8.399 inwoners (2018). De hoofdplaats is Mojocoya.